# ガマトカゲ属
ガマトカゲ属（ガマトカゲぞく、学名：Genus Phrynocephalus）は、爬虫綱有鱗目アガマ科に属するトカゲの分類群（タクソン）。
33ないし34の種で構成されている。2022年現在、1種の絶滅危惧種、2種の近絶滅種、2種の危急種がいる。

## 名称

### 学名
学名（属名）の "Phrynocephalus（日本語音写例：フリューノケファルス、フリノケファルス、ほか）" は、古代ギリシア語でカエルの一種を指す "φρῦνος（ラテン翻字：phrûnos）" と、「頭」を意味する古代ギリシア語 "Κέφαλος（ラテン翻字：Képhalos）" のラテン語形 "cephalus" の合成語である。本属の頭部の特徴的な外観にちなんで命名されている。

### 和名
和名「ガマトカゲ」は、「ガマ（蝦蟇）」すなわちヒキガエルと「トカゲ」の合成語で、学名もしくは英語名の意訳である。

### 英語名
英語名としては、"toad-headed agama" と "toadhead agama" がある。"toad-headed" の語意は「蟇蛙頭の（ヒキガエル頭の）」であり、"toad-headed agama" は「蟇蛙頭のアガマ」、"toadhead Agama" は「蟇蛙頭アガマ」と意訳できる。

## 生物的特徴

### 分布
アジアと東ヨーロッパの乾燥帯（ステップ気候）および半乾燥環境に棲息する。

### 形質
肉食性であり、狩りの仕方はアガマ属に共通する完全に近い待ち伏せ型（動き回ることをほとんどせずに機会を待つタイプ）である。生態的地位（ニッチ）についての研究は進んでいない。

### 分類
本属は体系学的に非常に複雑で、系統進化上の関係性について多くの論争の的になっている。

#### 下位分類
分類・和名は中井(2024)を参考。

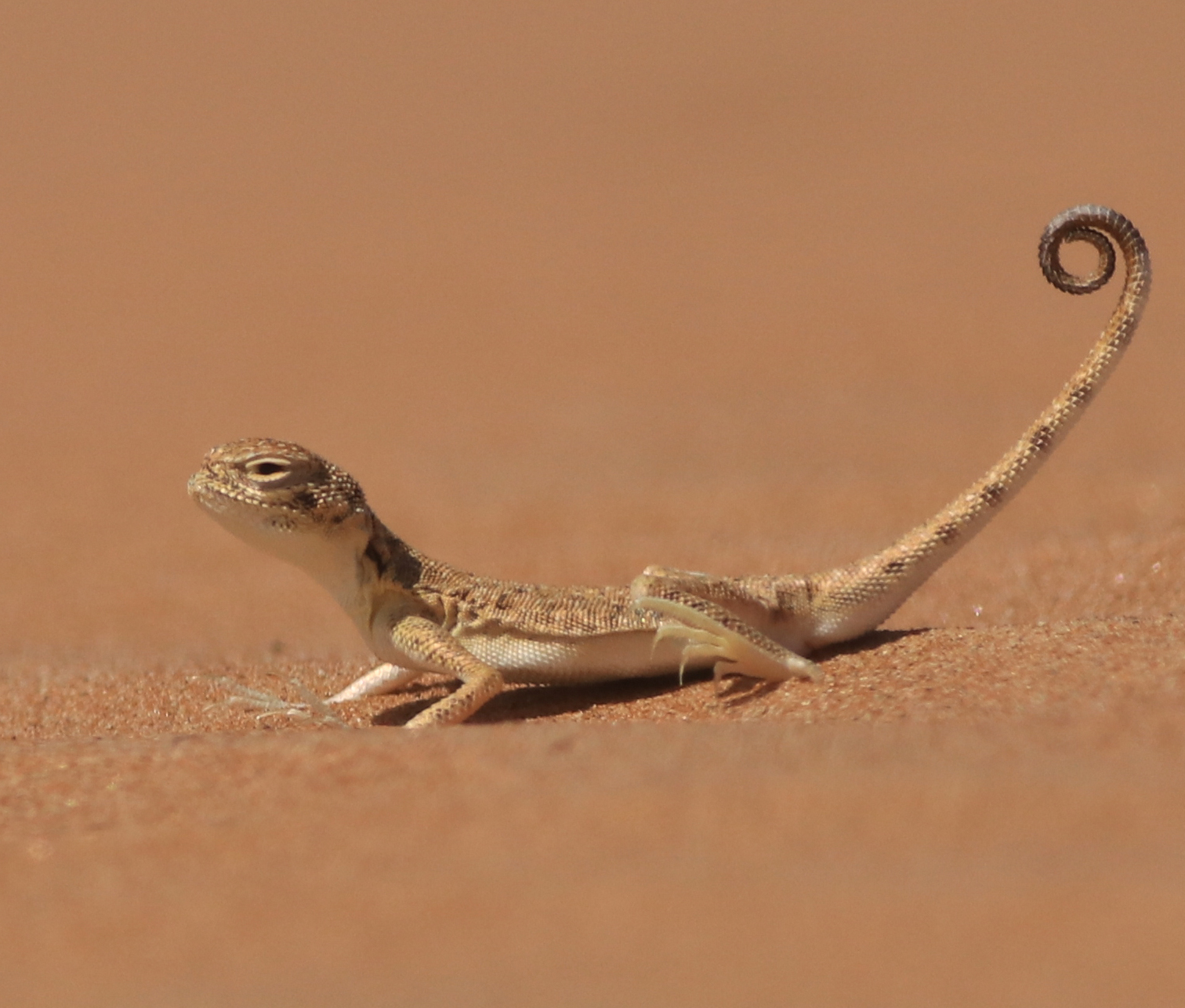
アラビアガマトカゲ

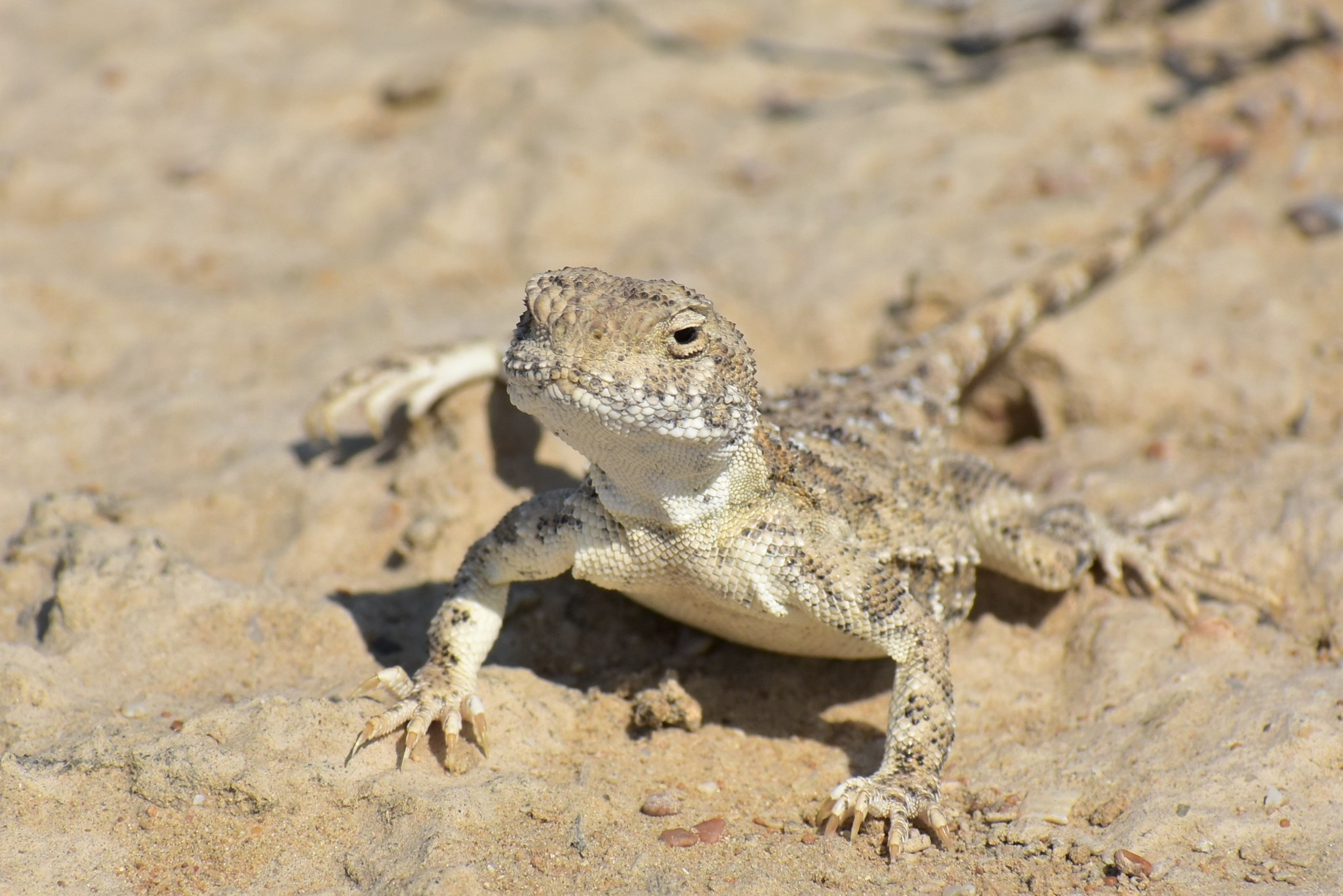
ヒナタガマトカゲ

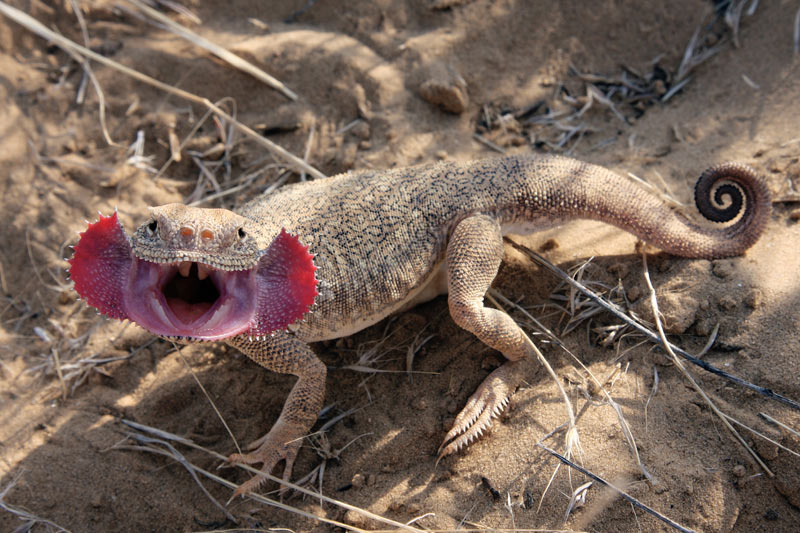
オオクチガマトカゲ

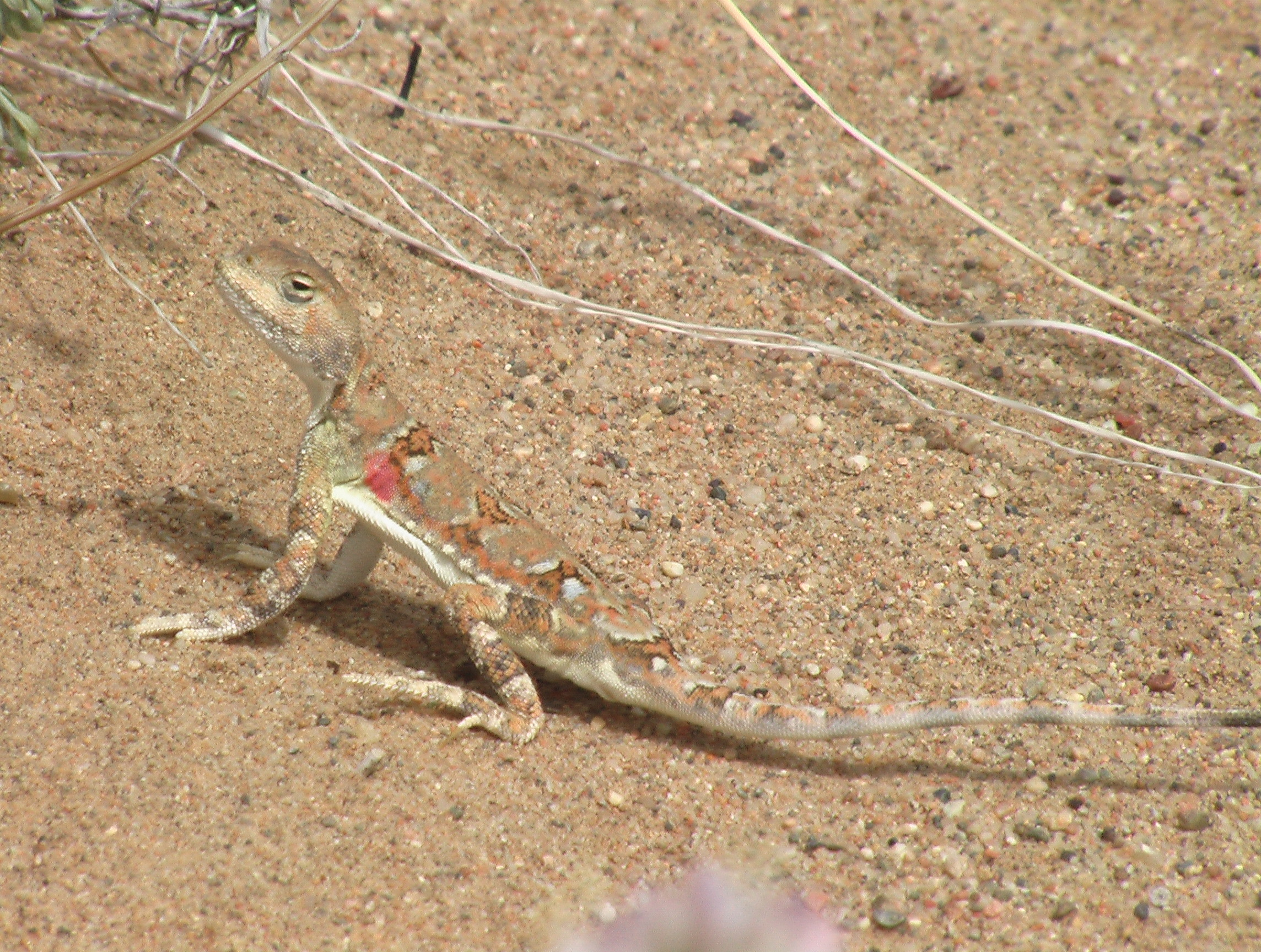
トゥヴァガマトカゲ

- Phrynocephalus ananjevae Melnikov et al., 2013
  - （英名）Natalie's Toadhead Agama –（語意）ナタリー（ナタリア・アナンイェワ/アナンジェヴァ氏）のガマトカゲ
  - （和名）ザクロスガマトカゲ

- Phrynocephalus arabicus J. Anderson, 1894
  - （英名）Arabian Toadhead Agama –（語意）アラビアのガマトカゲ
  - （和名）アラビアガマトカゲ
- Phrynocephalus axillaris Blanford, 1875
  - （英名）Yarkand Toadhead Agama –（語意）ヤルカンド（ヤルカンド県）のガマトカゲ
  - （和名）トルキスタンガマトカゲ
- Phrynocephalus clarkorum S.C. Anderson et Leviton, 1967
  - （英名）Afghan Toadhead Agama –（語意）アフガニスタンのガマトカゲ
  - （和名）アフガンガマトカゲ
- Phrynocephalus erythrurus Zugmayer, 1909
  - （英名）Sagus Kul Lizard
  - （和名）アカオガマトカゲ (チベットガマトカゲ)
- Phrynocephalus euptilopus Alcock et Finn, 1897
  - （英名）Alcock's Toadhead Agama –（語意）アルコック（アルフレッド・ウィリアム・アルコック）氏のガマトカゲ
  - （和名）ダーバンドガマトカゲ
- Phrynocephalus forsythii J. Anderson, 1872
  - （英名）Forsyth's Toadhead Agama –（語意）フォーサイス（トーマス・ダグラス・フォーサイス）氏のガマトカゲ
  - （和名）ヤルカンドガマトカゲ
- Phrynocephalus frontalis Strauch, 1876
  - （英名）Shansi Toadhead Agama –（語意）シャンシー（山西省）のガマトカゲ
  - （和名）シャンシーガマトカゲ
- Phrynocephalus golubewii Shenbrot et Semyonov, 1990 – 近絶滅種
  - （和名）トルクメニスタンガマトカゲ

- Phrynocephalus guttatus (Gmelin, 1789)
  - （英名）Spotted Toadhead Agama
  - （和名）マダラガマトカゲ
- Phrynocephalus helioscopus (Pallas, 1771)
  - （英名）Sunwatcher Toadhead Agama
  - （和名）ヒナタガマトカゲ (ホシニラミガマトカゲ)
- Phrynocephalus hispidus Bedriaga, 1909
  - （英名）Dzhungar Variegated Toadhead Agama –（語意）ジュンガリアのガマトカゲ
  - （和名）ジュンガルガマトカゲ
- Phrynocephalus horvathi Méhelÿ, 1909 – 近絶滅種
  - （英名）Horvath's Toadhead Agama –（語意）ホルバート（ホルヴァート）氏のガマトカゲ
  - （和名）ホルバートガマトカゲ / ホルヴァートガマトカゲ
- Phrynocephalus interscapularis Lichtenstein et Martens, 1856
  - （英名）Lichtenstein's Toadhead Agama –（語意）リヒテンシュタイン（マルティン・ハインリヒ・リヒテンシュタイン）氏のガマトカゲ
  - （和名）カタアカガマトカゲ
- Phrynocephalus kulagini Bedriaga, 1909
  - （英名）Kulagin’s Variegated Toadhead Agama
  - （和名）トゥヴァガマトカゲ
- Phrynocephalus lutensis Kamali et S.C. Anderson, 2015
  - （英名）Lut Desert Toadhead Agama –（語意）ルート砂漠のガマトカゲ
  - （和名）ルートガマトカゲ
- Phrynocephalus luteoguttatus Boulenger, 1887
  - （英名）Yellow-Speckled Toadhead Agama
  - （和名）シロボシガマトカゲ
- Phrynocephalus maculatus J. Anderson, 1872
  - （英名）Blacktail Toadhead Agama
  - （和名）サビガマトカゲ

- Phrynocephalus mystaceus (Pallas, 1776)
  - （英名）Secret Toadhead Agama –（語意）秘密のガマトカゲ
  - （和名）オオクチガマトカゲ –（語意）大きな口のガマトカゲ
- Phrynocephalus ornatus Boulenger, 1887
  - （和名）ニシキガマトカゲ
- Phrynocephalus persicus De Filippi, 1863 – 危急種
  - （英名）Persian Toadhead Agama –（語意）ペルシャのガマトカゲ
  - （和名）ペルシアガマトカゲ
- Phrynocephalus przewalskii Strauch, 1876
  - （英名）Przewalski's Toadhead Agama –（語意）プルジェヴァリスキー（ニコライ・プルジェヴァリスキー）氏のガマトカゲ
  - （和名）プシヴァリスキーガマトカゲ
- Phrynocephalus putjatai Bedriaga, 1909
  - （和名）グイナンガマトカゲ
- Phrynocephalus raddei Boettger, 1888
  - （和名）トランスカスピガマトカゲ
- Phrynocephalus reticulatus Eichwald, 1831
  - （英名）Reticulated Toadhead Agama
  - （和名）アミメガマトカゲ
- Phrynocephalus roborowskii Bedriaga, 1906
  - （英名）Roborowski's Toadhead Agama –（語意）ロボロフスキー（ヴラディーミル・イヴァノヴィチ・ロボロフスキー）氏のガマトカゲ
  - （和名）ロボロフスキーガマトカゲ
- Phrynocephalus rossikowi Nikolsky, 1898シャルキーヤガマトカゲ – 絶滅危惧種

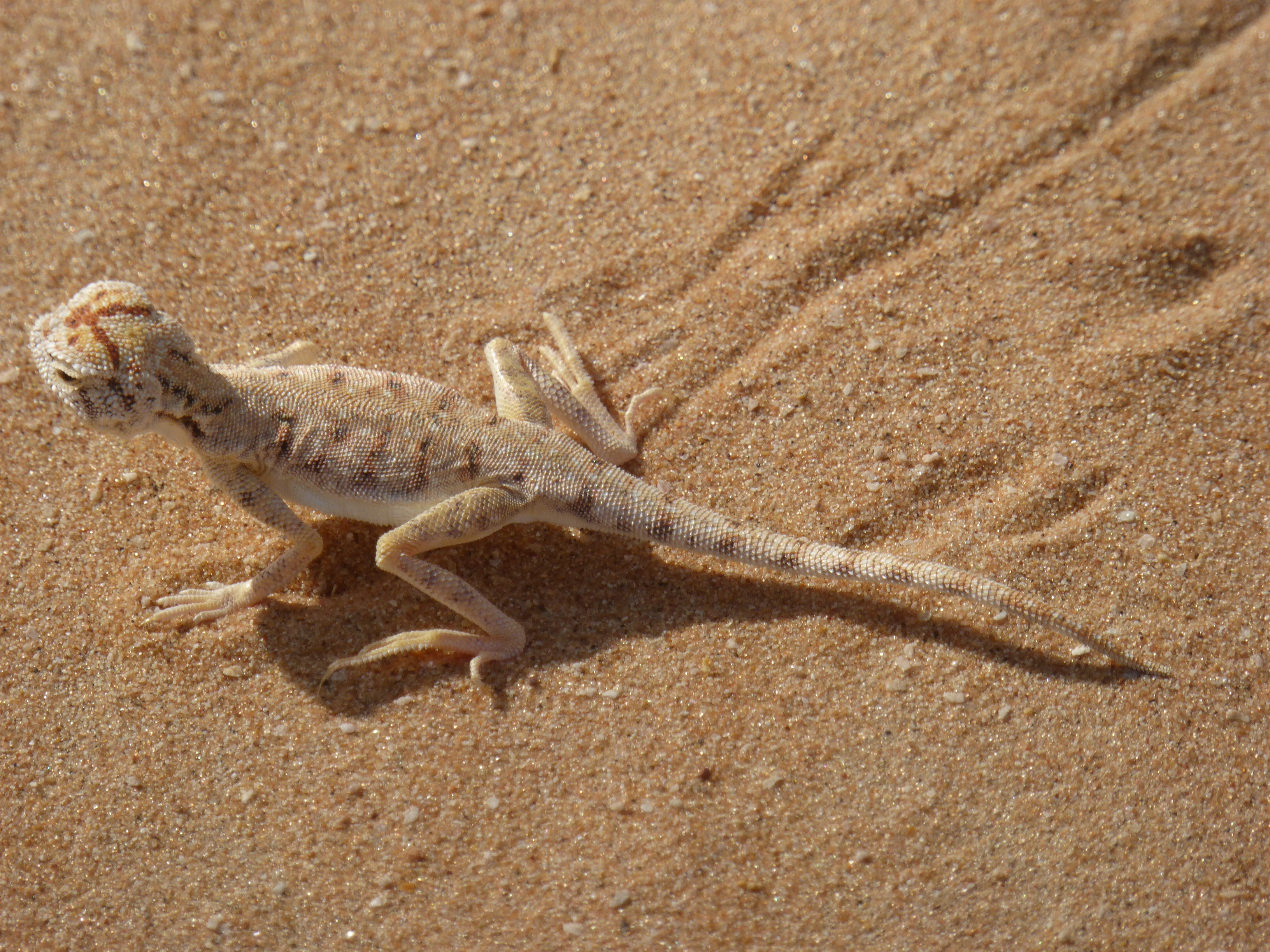
シャルキーヤガマトカゲ

  - （英名）Uzbekistan Toadhead Agama –（語意）ウズベキスタンのガマトカゲ
  - （和名）ウズベキスタンガマトカゲ
- Phrynocephalus sakoi Melnikov et al., 2015
  - （和名）シャルキーヤガマトカゲ
- Phrynocephalus scutellatus (Olivier, 1807)
  - （英名）Gray Toadhead Agama –（語意）灰色のガマトカゲ
  - （和名）ハイイロガマトカゲ
- Phrynocephalus strauchi Nikolsky, 1899 – 危急種
  - （英名）Strauch's Toadhead Agama –（語意）ストラウク（アレクサンダー・ストラウク）氏のガマトカゲ
  - （和名）ストラウヒガマトカゲ

- Phrynocephalus theobaldi Blyth, 1963
  - （英名）Theobald's Toadhead Agama, Toad Mounted Lizard, or Snow Lizard
  - （和名）カシミールガマトカゲ
- Phrynocephalus versicolor Strauch, 1876
  - （英名）Tuvan Toadhead Agama –（語意）トゥヴァ共和国のガマトカゲ
  - （和名）ワキアカガマトカゲ
- Phrynocephalus vindumi Golubev, 1998
  - （和名）セスジガマトカゲ
- Phrynocephalus vlangalii Strauch, 1876
  - （英名）Ching Hai Toadhead Agama –（語意）チンハイ（青海省）のガマトカゲ
  - （和名）チンハイガマトカゲ